# Koszmosz–825
A Koszmosz–825 (oroszul: Космос–825) szovjet Sztrela–1M típusú katonai távközlési műhold.

## Küldetés
Sztrela–1M típusú katonai távközlési műhold (GRAU-kódja: 11F625). Áramforrása napelemes. Különös gondot fordítottak az atmoszféra sugárhatásainak elkerülésére. A három fokozatú távközlési műhold-rendszer legalacsonyabb része. Katonai és állami (polgári) alkalmazása lehetővé tette az információáramlást minden területen és irányba. A rendszer összefüggően képes lett a Föld minden pontján vételre és adattovábbításra, technikai cseréjét évente biztosították.

## Jellemzői
1976. június 15-én a Pleszeck űrrepülőtérről egy Koszmosz–3M (11K65M) típusú hordozórakétával juttatták alacsony Föld körüli pályára. A Sztrela–1M műholdakat nyolcasával, évente, félévente indították. A Koszmosz–825-t a Koszmosz–826, Koszmosz–827, Koszmosz–828, Koszmosz–829, Koszmosz–830, Koszmosz–831 és Koszmosz–832 műholdakkal együtt állították pályára. Az egységek azonos hajlásszögben, egymáshoz képest minimálisan eltérő, közel körpályán teljesítettek szolgálatot. Az orbitális egység pályája 114,6 perces, 74 fokos hajlásszögű, elliptikus pálya perigeuma 1395 kilométer, apogeuma 1486 kilométer volt. Tömege 90 kilogramm. Szolgálati ideje hat hónap volt.

## Külső hivatkozások
- Koszmosz–825. nasa.gov. (Hozzáférés: 2012. november 18.)

| Elődje: Koszmosz–824 | Koszmosz műholdak 1976 | Utódja: Koszmosz–826 |